# سورا ایرو نو تانه
سورا ایرو نو تانه (به انگلیسی: Sora Iro no Tane) یا بذر آسمان رنگ یا دانه آبی یک کتاب عکس برای کودکان ژاپنی از Rieko Nakagawa است که توسط Yuriko ikomura تصویرگری شده‌است. این کتاب در سال ۱۹۶۴ توسط فوکوین کانشوتن در مجله Kodomo no Tomo سریال سازی شد و سپس به صورت کتاب در سال ۱۹۶۷ منتشر شد. از زمان انتشار در این مجله، این مجله در حال انتشار مداوم بوده و تا سال ۲۰۱۰ بیش از ۱٫۷ میلیون نسخه در ژاپن به فروش رسیده‌است.